# Њуберипорт (Масачусетс)
Њуберипорт (енгл. Newburyport) град је у америчкој савезној држави Масачусетс. По попису становништва из 2010. у њему је живело 17.416 становника.

## Демографија
Према попису становништва из 2010. у граду је живело 17.416 становника, што је 227 (1,3%) становника више него 2000. године.
| Група             | 2000.          | 2010.          |
| Белци             | 16.753 (97,5%) | 16.574 (95,2%) |
| Афроамериканци    | 73 (0,4%)      | 98 (0,6%)      |
| Азијати           | 105 (0,6%)     | 195 (1,1%)     |
| Хиспаноамериканци | 151 (0,9%)     | 291 (1,7%)     |
| Укупно            | 17.189         | 17.416         |